# Distrito de Manawatu

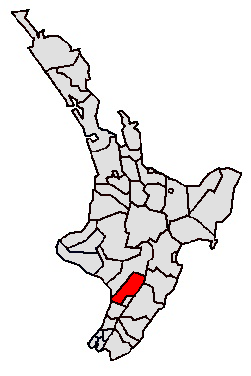

O Distrito de Manawatu é um distrito localizado na região Manawatu-Wanganui na Ilha Norte da Nova Zelândia. Tem como sede a cidade de Feilding e inclui grande parte da área entre o rio Manawatu e o rio Rangitikei. O distrito tem uma área de 2.624 km².